# It’s Now or Never (альбом)
It’s Now or Never (рус. Сейчас или никогда) — единственный студийный альбом украино-американской металкор-группы Make Me Famous. Альбом вышел 26 марта 2012 года на лэйбле Sumerian Records.
Альбом представляет собой металкор, плотно смешанный с электроникой. Треки «Make It Precious», «I Am A Traitor», «No One Does Care», «Once You Killed A Cow», «You Gotta Make a Burger» были переизданы из предыдущего демо-альбома Keep This in Your Music Player.
Трек «Inception» был записан совместно с Тайлером Картером, вокалистом группы Issues, а песня «I Am a Traitor» совместно с вокалистом/гитаристом Attack Attack! Джонни Франком. На песни «Blind Date 101» и «Make It Precious» были сняты клипы.

## Критика
Альбом получил довольно смешанные отзывы. Джеймс Шоутвелл из Under the Gun Review сказал: «Вообще, альбом неплохой и есть некоторые запоминающиеся треки. Я просто не могу смириться с тем, что у них одинаковое свучание с Asking Alexandria, которых я очень люблю. Кстати, меня несколько беспокоит то, что Make Me Famous напоминают мне о них много чего. Когда попытки найти новую группу завязли, я пытался найти новые уникальные треки с хорошей лирикой и музыкальным контентом. Я нашёл некоторые треки, и понял, что групп имеет большой потенциал, но я не уверен, что они там со всем закончили». Тодд Лайонс из About.com сильно раскритиковал альбом, сказав: «Make Me Famous и их дебютник It’s Now or Never стали известными, воспламеняя ненависть в кругу металлистов. Сотни металлических блогов согласны, что Make Me Famous хуже горячего свинца. Возникает вопрос: Плохие ли они? Да.». На сайте Kill Hipsters сказали, что они унизили Asking Alexandria, копируя их песни. При этом заявив: «Вы слышали всё это и раньше от других групп, таких как Asking Alexandria и Attack Attack!, которые сильно повлияли на этот альбом. Денис не скрывал, что группа стала известна, из-за его канала на YouTube, который в частности повлиял на альбом. Если вы посещаете канал Дениса, то вы можете увидеть широкий ассортимент различных каверов. на такие группы как Woe, Is Me, Attack Attack!, Asking Alexandria и другие. Сам факт — это то, что они украли стиль у Asking Alexandria и Attack Attack».

## Список композиций
| №                   | Название                                          | Длительность |
| ------------------- | ------------------------------------------------- | ------------ |
| 1.                  | «Blind Date 101»                                  | 3:48         |
| 2.                  | «Make It Precious»                                | 4:06         |
| 3.                  | «It's Now or Never»                               | 1:12         |
| 4.                  | «Inception» (при участии Тайлера Картера)         | 3:16         |
| 5.                  | «This Song Is Blacker Than Black Metal»           | 3:36         |
| 6.                  | «We Know It's Real»                               | 4:44         |
| 7.                  | «In the Shadows of You»                           | 2:12         |
| 8.                  | «Once You Killed a Cow, You Gotta Make a Burger»  | 2:55         |
| 9.                  | «Stage on Fire»                                   | 3:13         |
| 10.                 | «She Hunted Me»                                   | 4:19         |
| 11.                 | «Ifyuocnaraedtihsmkaemeasnadwich»                 | 4:18         |
| 12.                 | «I Am a Traitor» (при участии Джонни Франка)      | 4:08         |
| 13.                 | «Earth»                                           | 4:40         |
| 14.                 | «Quit Sleeping! It's Nothing But a Waste of Time» | 3:03         |
| 15.                 | «Make It Precious» (Live Acoustic Bonus Track)    | 4:28         |
| Общая длительность: | Общая длительность:                               | 53:58        |

## Персонал
Данные согласно Allmusic.
Make Me Famous
- Сергей Кравченко — гроулинг, программирование
- Денис Шафоростов — чистый вокал, скриминг, соло-гитара
- Сергей Хохлов — бас-гитара
- Игорь Ястребов — ритм-гитара
- Дасти Боулс — барабаны

Приглашённые музыканты
- Тайлер Картер — чистый вокал
- Джонни Франк — чистый вокал

## Позиции в чартах
| Чарт (2012)                            | Высшая позиция |
| -------------------------------------- | -------------- |
| США (Billboard 200)                    | 151            |
| США (Billboard Independent Albums)     | 26             |
| США (Billboard Top Hard Rock Albums)   | 13             |
| США (Billboard Top Heatseekers Albums) | 5              |
| США (Billboard Top Rock Albums)        | 37             |